# Kormoránovití

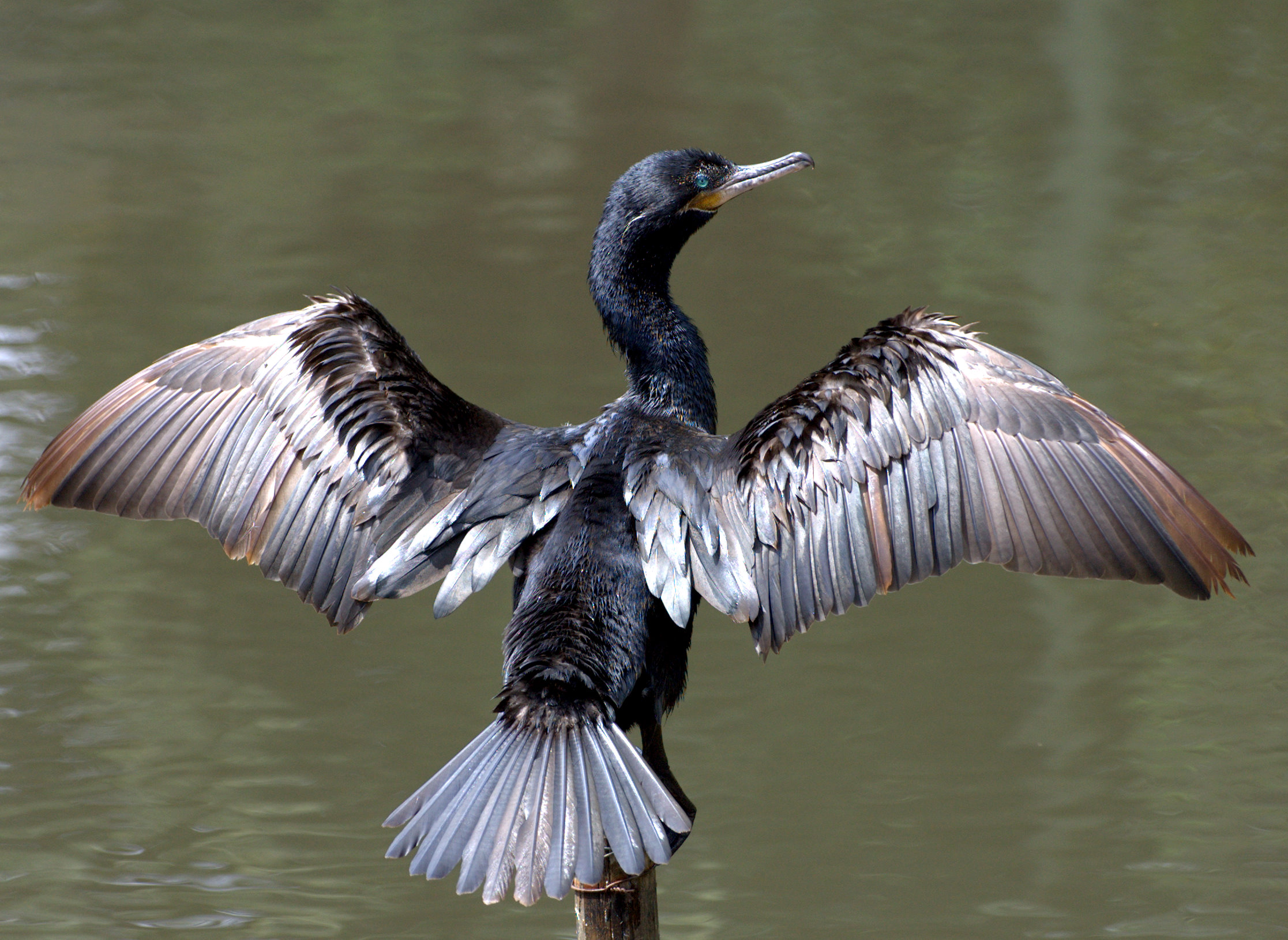
Sušící se kormorán neotropický

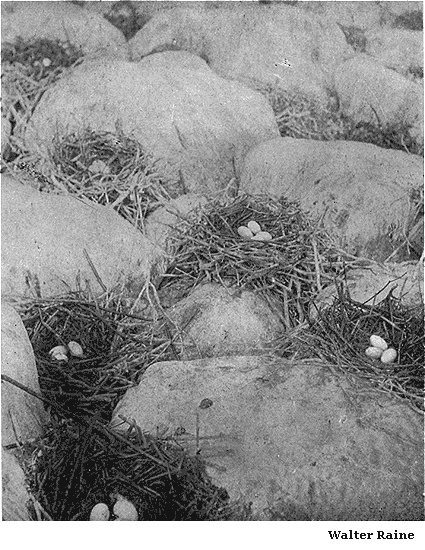
Hnízdiště kormoránů ušatých

Kormoránovití (Phalacrocoracidae) je čeleď vodních ptáků z řádu terejů. Rozeznává se přes 40 druhů těchto ptáků rozdělených do 7 rodů. Všichni zástupci mají rodové jméno kormorán.

## Rozšíření
Obývají, vyjma polárních oblastí, téměř celý svět. Někteří se zdržují na mořském pobřeží, jiní přebývají u vnitrozemských sladkovodních jezer, močálů a brakických ústí řek, vždy však u dobře zarybněných vod. Při nedostatku potravy migrují na úživnější místa, stejně jako před nástupem zimy se stěhují za potravou z chladnějších území do teplých oblastí. Velký druh kormorána (kormorán Stelerův, Phalacrocorax perspicillatus) obýval až do svého vyhubení člověkem v polovině 19. století rozsáhlé oblasti Kamčatky, Japonska a dalších částí východní Asie.

## Popis
Při zobecnění tak široké čeledi lze říci, že jsou to ptáci střední velikosti, velcí od 50 do 100 cm a těžcí od 1,5 do 7,5 kg. Mají protáhlé tělo a dlouhý krk, poměrně krátká křídla a zaoblený ocas. Jejich zobák je štíhlý a dlouhý, má pilovitý okraj a na špičce je hákovitě zakončen. Mají silné nohy s masivními stehny, které jsou posazeny na trupu hodně dozadu. To je výhodné pro plavání. Při chůzi po pevnině se kormoráni pohybují nemotorně a pomalu. Jejich čtyři prsty jsou propojené širokou plovací blánou. Mají 11 letek ručních, žádné letky ramenní a opeřenou kostrční žlázu. Na krku mají objemné vole, které slouží jako úložiště potravy a v době před pářením dostává signální zabarvení. Poznávacím znamením čeledi je robustní kostěný týlní hrot, na svrchní straně s tenkým hřebenem, který je spojený s týlní kostí kulovitým kloubem.
Zbarvení různých druhů kormoránů je obdobné. Převládá černá, hnědá nebo tmavě šedá barva, zpravidla s kovovým leskem. Kormoráni žijící na severní polokouli mívají nejvýše světlé skvrny, kormoráni jižní polokoule mají břicho a spodní část krku celé světlé. Téměř uniformní zbarvení peří je doplněno pestrými barvami neopeřených částí, tj. okolí zobáku a očí, hrdelního vaku a nohou. Zvláštností kormoránů je zelené zbarvení duhovky oka, které žádný jiný druh u ptáků nemá. Dalším ozdobným prvkem, kterým se kormoráni některých druhů pyšní zejména v době námluv, je vztyčitelná péřová chocholka na temeni hlavy a zvláštní výrůstky při kořeni zobáku. Nemají však tukové žlázy pro namaštění a jejich peří je proto velmi smáčivé, po ukončení lovu ho obvykle suší ve zvláštním postoji s roztaženými křídly. Jsou velmi opatrní, jen stěží se lze k nim přiblížit. Odpočívají a hřadují na svých obvyklých místech, ze kterých mají dobrý výhled na případné predátory.

## Stravování
Kormoráni jsou rybožraví ptáci, za potravu jim slouží především ryby o ideální velikosti 10 až 20 cm, mořské i sladkovodní a veškeří vodní živočichové přiměřené velikosti, které mohou spolknout. Potravu si loví pod vodou, dokážou se za kořistí velmi dobře potápět. Pod vodou vydrží průměrně půl minuty, některé druhy i o minutu déle, a potápějí se do hloubky i 50 m. K plavání pod vodou využívají pouze nohy, křídla mají přitlačena k tělu. Jsou stejně dobří letci jako plavci.
Vzhledem k tomu, že žijí a loví v početných hejnech, spotřebují velké množství potravy. Jednotlivec sežere v průměru denně 0,5 kg ryb a tím je mnohde rybáři považují za své konkurenty. Svými agresivními výkaly na jedné straně pomáhají růstu planktonu ve vodě, na druhé likvidují veškerou zeleň v okolí. Na pevnině, kde se dlouhodobě zdržují nebo hnízdí, přispívají společně s dalšími ptáky k tvorbě guána.

## Hnízdění
Jsou to společenští ptáci hnízdící v početných koloniích na tradičních místech, většinou na neobývaných ostrůvcích nebo skaliskách, kde jim nehrozí nebezpečí od suchozemských dravců. Tam si na zemi mezi kameny, na stromech, v křovinách, v rákosí nebo na holých skaliskách vytvářejí jednoduchá, neuspořádány hnízda. Hnízdění je v  jednotlivých lokalitách načasováno na období dostatku potravy. Samice snášejí 3 až 6 bleděmodrých nebo světlezelených vajec v několikadenních intervalech. Na vejcích sedí oba rodiče střídavě asi 30 dnů. Vylíhlá mláďata jsou na rodičích zcela závislá a ti se společně starají o krmení, ochranu a později i výchovu. Pohlavně dospívají ve 3 až 4 letech.

## Poznámka
Popisu se poněkud vymyká kormorán galapážský, který zhruba v počtu asi 1000 ks přežívá na dvou ostrovech Galapág. Je to mimo tučňáků jediný mořský nelétavý pták. Za léta odluky od ostatního světa, při dostatku potravy a v prostředí bez dravců mu zakrněla křídla natolik, že není schopen vzlétnout. Výborně plave a potápí se, na rozdíl od tučňáků nevesluje křídly, ale svalnatýma nohama.

## Taxonomie
Taxonomie čeledi se postupně vyvíjela. Kdysi byl do čeledě kormoránovitých ještě zařazován i rod anhinga, avšak ten byl vyčleněn do monotypické čeledě anhingovitých.
V roce 2014 byla vypracována podrobná studie DNA, která pracovala se vzorky všech zástupců kormoránovitých. Podle této studie se v rámci čeledi nachází 7 jasných linií, které byly navrženy na rody. Toto rozvržení do 7 rodů bylo přijato četnými taxonomickými autoritami včetně Mezinárodní ornitologické unie. Seznam rodů a druhů rozeznávaných k roku 2022 je tedy následující:
- Microcarbo
  - Kormorán malý (Microcarbo pygmeus) (Pallas, 1773)
  - Kormorán dlouhoocasý (Microcarbo africanus) (J. F. Gmelin, 1789)
  - Kormorán černý (Microcarbo coronatus) (Wahlberg, 1855)
  - Kormorán menší (Microcarbo niger) (Vieillot, 1817)
  - Kormorán černobílý (Microcarbo melanoleucos) (Vieillot, 1817)

- Poikilocarbo
  - Kormorán rudonohý (Poikilocarbo gaimardi) (Lesson & Garnot, 1828)

- Urile
  - Kormorán západní (Urile penicillatus) (Brandt, 1837)
  - Kormorán červenolící (Urile urile) (Gmelin, 1789)
  - Kormorán tichomořský (Urile pelagicus) Pallas, 1811
  - † Kormorán Stellerův (Urile perspicillatus) Pallas, 1811

- Phalacrocorax
  - Kormorán pobřežní (Phalacrocorax neglectus) (Wahlberg, 1855)
  - Kormorán arabský (Phalacrocorax nigrogularis) Ogilvie-Grant & Forbes, 1899
  - Kormorán žlutonohý (Phalacrocorax featherstoni) Buller, 1873
  - Kormorán novozélandský (Phalacrocorax punctatus) Sparrman, 1786
  - Kormorán tasmánský (Phalacrocorax fuscescens) (Vieillot, 1817)
  - Kormorán pestrý (Phalacrocorax varius) (Gmelin, 1789)
  - Kormorán australský (Phalacrocorax sulcirostris) (Brandt, 1837)
  - Kormorán indomalajský (Phalacrocorax fuscicollis) Stephens, 1826
  - Kormorán jihoafrický (Phalacrocorax capensis) (Sparrman, 1789)
  - Kormorán japonský (Phalacrocorax capillatus) (Temminck & Schlegel, 1850)
  - Kormorán běloprsý (Phalacrocorax lucidus) (Lichtenstein, MHK, 1823)
  - Kormorán velký (Phalacrocorax carbo) (Linnaeus, 1758)

- Gulosus
  - Kormorán chocholatý (Gulosus aristotelis) (Linnaeus, 1761)

- Nannopterum
  - Kormorán galapážský (Nannopterum harrisi) (Rothschild, 1898)
  - Kormorán subtropický (Nannopterum brasilianus) (J. F. Gmelin, 1789)
  - Kormorán ušatý (Nannopterum auritum) (Lesson, 1831)

- Leucocarbo
  - Kormorán skalní (Leucocarbo magellanicus) (J. F. Gmelin, 1789)
  - Kormorán guánový (Leucocarbo bougainvillii) (Lesson, 1837)
  - Kormorán bountský (Leucocarbo ranfurlyi) Ogilvie-Grant, 1901
  - Kormorán bradavičnatý (Leucocarbo carunculatus) (J. F. Gmelin, 1789)
  - Kormorán chathamský (Leucocarbo onslowi) Forbes, 1893
  - Kormorán Stewartův (Leucocarbo chalconotus) (Gray, GR, 1845)
  - Leucocarbo stewarti (Ogilvie-Grant, 1898)
  - Kormorán aucklandský (Leucocarbo colensoi) Buller, 1888
  - Kormorán campbellský (Leucocarbo campbelli) (Filhol, 1878)
  - Kormorán modrooký (Leucocarbo atriceps) King, 1828
  - Kormorán jižní (Leucocarbo georgianus) Lonnberg, 1906
  - Kormorán crozetský (Leucocarbo melanogenis) (Blyth, 1860)
  - Kormorán antarktický (Leucocarbo bransfieldensis) Murphy, 1936
  - Kormorán kerguelenský (Leucocarbo verrucosus) (Cabanis, 1875)
  - Kormorán heardský (Leucocarbo nivalis) Falla, 1937
  - Kormorán macquarijský (Leucocarbo purpurascens) (Brandt, 1837)